# レリオ、あるいは生への復帰

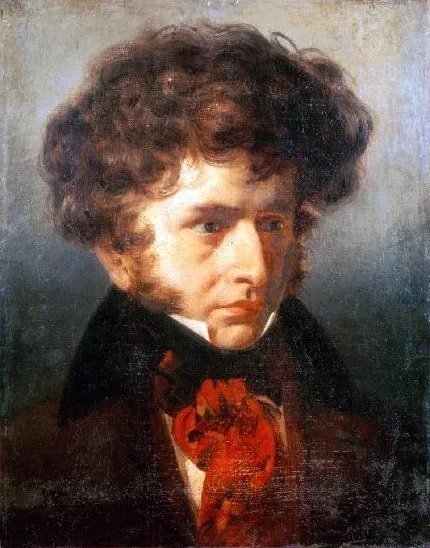
エミール・シニョル(Émile Signol)による若きベルリオーズ, （1832

『レリオ、あるいは生への復帰』（Lélio, ou Le retour à la vie ）作品14bisは、エクトル・ベルリオーズが作曲した語り手、声楽と管弦楽のための作品。「叙情的モノドラマ」（Monodrama lyrique ）と題されており、『レリオ、あるいは生への回帰』などとも訳され、『レリオ』と略されることもある。

## 概要
『幻想交響曲』の続編として作曲されたが、この作品はベルリオーズの失恋体験がもとになり作曲につながったという。
1829年に、後に妻となるハリエット・スミッソンへの恋が受け入れられることがなく、その後間もなくしてカンタータ『サルダナパールの死』によって念願のローマ大賞を獲得し、1830年末からローマに留学することになった。同年12月5日の『幻想交響曲』の初演で大成功を収めたベルリオーズは、女性ピアニストのマリー・モークと婚約して、2年間の留学が義務づけられたローマへと旅立った。しかしローマに着いて間もなく、マリーの母親から、娘は有名なピアノ製作者プレイエルの息子と結婚すると知らされ、結果的に2度目の破局となった。ベルリオーズはひどく怒り、母娘とプレイエルの息子を殺して自分も自殺しようと、女装してピストルと自殺用の薬物を買い込んで馬車に乗り、パリへと疾走したが、フランス国境近くで何とか思いとどまって正気を取り戻し、その後ニースで1ヶ月ほど静養してローマに帰った。
ベルリオーズはその後、この体験をもとにして『レリオ』の作曲を始めたが、それ以前に作曲したいくつかの旧作も組み入れた。組み入れられた作品は、1829年にローマ賞のため提出したカンタータ『クレオパトラの死』や、1830年の『山賊の歌』と『テンペスト』、1831年の『幸福の歌』などである。1831年に「叙情的モノドラマ」（あるいは「6部のメロローグ」）として完成し、1832年12月9日、ベルリオーズがパリへ戻って最初の演奏会で『幻想交響曲』（再演）と共に初演された。指揮はアブネックによる。
この初演にはスミッソンも出席していた。この時まで彼女はベルリオーズのことは記憶に留めておらず、これらの作品で実は自身が主題となっていることにも気づかなかったが、この演奏会を契機として交際が始まり、翌1833年10月に結婚にいたる。また総譜の出版の際、初版はスミッソン、改訂版は2人の間の息子ルイに献呈されている。
ベルリオーズは、自身の自伝的な告白ともいえる『幻想交響曲』と『レリオ』の2つの作品を対にして演奏することを意図し、はじめは『ある芸術家の生活の挿話、5部からなる幻想交響曲』として1845年に出版した後、1855年に「ある芸術家の挿話 第1部」とし、『レリオ』をその第2部（作品14bis）として出版した。
本作は『幻想交響曲』に知名度や人気で遠く及ばず、音楽付きの独白劇という演劇的性格が強く形式上類例のほとんどない作品であるため、特に日本では言語の問題もあり演奏されることは非常に少ない。

## 編成
- 語り手（レリオ：作曲家） - 第一級の演劇俳優が演じるよう指定されている。
- 独唱：テノール2、バリトン
- 混声6部合唱（ソプラノ2部、テノール2部、バス2部）
- フルート2（ピッコロ1持ち替え）、オーボエ2（コーラングレ1持ち替え）、クラリネット2、バスーン2、ホルン4、トランペット2、コルネット2、トロンボーン3、オフィクレイド（またはチューバ）、ティンパニ、大太鼓、タムタム、シンバル、ハープ、ピアノ（2台、4手）、弦五部

## 構成
全部で6曲からなり、曲の間には俳優による語りが入る。演奏時間は約53分であるが、ベルリオーズは2作続けて演奏するように指示しているため、仮に『幻想交響曲』と一緒に演奏した場合は約1時間50分以上となる。
- 第1曲 漁師（ゲーテの同名のバラードの仏語訳）
- 第2曲 亡霊の合唱
- 第3曲 山賊の歌
- 第4曲 幸福の歌
- 第5曲 エオリアン・ハープ－思い出（ハープ独奏）
- 第6曲 シェイクスピアの「テンペスト」にもとづく幻想曲（歌詞はイタリア語）

第6曲の開始までは語り手のみが舞台の前に立ち、オーケストラ、独唱者、合唱団は舞台に下ろされたカーテンの裏で演奏する。第6曲を演奏する時にはカーテンが上げられる。これは、第6曲以外は全て主人公レリオの空想上のものとするためである。

## 主な上演記録

### 日本
- 1989年7月5日、小林研一郎の指揮、壌晴彦（語り、レリオ役）、若本明志（テノール）、田中勉（バリトン）、大阪フィルハーモニー交響楽団および大阪フィルハーモニー合唱団の演奏、鈴木敬介の演出で、フェスティバルホールにて行われた[1]。
- 2004年7月3日、現田茂夫の指揮、村田健司（語り、レリオ役）、経種廉彦（テノール）、星野淳（バリトン） 神奈川フィルハーモニー管弦楽団及び神奈川フィル合唱団、他の演奏で神奈川県民ホールにて上演された[2]。
- 2006年4月13日及び14日、小林研一郎の指揮、辰巳琢郎（レリオ役）、五郎部俊朗（テノール）、大島幾雄（バリトン）、日本フィルハーモニー交響楽団、早稲田大学グリークラブ（合唱）の演奏、岩田達宗の演出、川口義晴の日本語版台本によるセミステージ形式で、「幻想交響曲」と共にサントリーホールにて上演された。
- 2016年4月15日〜17日、仙台フィルハーモニー管弦楽団第300回定期演奏会にて演奏された。パスカル・ヴェロ指揮・演出、渡部ギュウ（レリオ役）、ジル・ラゴン（テノール）、宮本益光（バリトン）、仙台フィル第300回定期記念合唱団（合唱指揮：佐藤淳一）の演奏。レリオの台詞は日本語（訳・久納慶一）、合唱は原語フランス語。神谷未穂、西本幸弘のダブルコンマス体制で、「幻想交響曲」と共に、日本では10年ぶりに上演された[3]。15日・16日は日立システムズホール仙台、17日はサントリーホールでの公演となり、NHKが収録し7月24日「クラシック音楽館」でテレビ放映[4][5][6][7]。

### その他
- 2003年1月1日、ベルリン・コンツェルトハウス・大ホール
ベルリン交響楽団およびエルンスト・ゼンフ合唱団、指揮：エリアフ・インバル
ダニエル・モルゲンロート(語り)、歌手：キース・ルイス（テノール）、フランソワ・ル・ルー（フランス語版）（バリトン）。
- 2003年3月11・12・13日、ローマ歌劇場
演出：ミハウ・ズナニエッキ
ローマ歌劇場管弦楽団および合唱団、指揮：ジョン・ネルソン
配役：スティーヴン・マーク（レリオ）、ブルース・ファウラー（英語版）（ホレーショー）、カルメロ・カルーソ（山賊の首領）ほか[8]。
- 2003年5月7、8日、プラハ、ルドルフィヌム・ドヴォルザーク・ホール
チェコ・フィルハーモニー管弦楽団および合唱団、指揮：小林研一郎
ヤン・トイスカ(語り)、トマーシュ・エーニ（テノール）、イヴァン・クスンヤー（バリトン）。
- 2003年10月24日、パリ、シャトレ座
オルケストル・レヴォリューショネル・エ・ロマンティックおよびモンテヴェルディ合唱団、指揮：フランソワ＝グザヴィエ・ロト
ダニエル・メスギッシュ（フランス語版）(語り)、ヒュー・スミス（テノール）、リュドヴィク・テジエ（フランス語版）（バリトン）。
- 2005年1月9日、ベルリン・フィルハーモニー
ベルリン・ドイツ交響楽団、指揮：シルヴァン・カンブルラン
カンブルラン(語り)、デイヴィッド・キューブラー（テノール）、フィリップ・ルイヨン（バリトン）。
- 2006年9月22日 / 10月4、6日、ダルムシュタット、ダムシュタット州立劇場
演出：ジョン：デュー（英語版）
ダムシュタット州立劇場管弦楽団および合唱団、指揮：シュテファン・ブルニエ
配役：ハンス・マティアス・フックス（レリオ）、マーク・アドラー／マルクス・ダースト（ホレーショー）、ヴェルナー・フォルカー・マイヤー／アレクサンドル・プリトリユク（山賊の首領）ほか[9]。
- 2007年8月12・14・15日、ザルツブルク音楽祭、祝祭大劇場
ウィーンフィルハーモニー管弦楽団およびウィーン国立歌劇場合唱団、指揮：リッカルド・ムーティ
ジェラール・ドパルデュー（レリオ）、ミヒャエル・シャーデ（テノール）、リュドヴィク・テジエ（バリトン）[10]。
- 2008年6月28日、ラヴェンナ・フェスティヴァル（イタリア語版）、マウロ・デ・アンドレ宮殿
ケルビーニ管弦楽団およびイタリア・ユース管弦楽団、ウィーン国立歌劇場合唱連盟、指揮：リッカルド・ムーティ
ナレーション：ジェラール・ドパルデュー（レリオ）、マリオ・ゼッフィリ（テノール）、フランク・フェラーリ（バリトン）[11]。
- 2009年2月26日、パリ・シャンゼリゼ劇場
フランス国立管弦楽団およびフランス放送合唱団、指揮：リッカルド・ムーティ
ジェラール・ドパルデュー（レリオ）、マルク・ラオ（英語版）（テノール）、リュドヴィク・テジエ（バリトン）[12]
この公演はラジオ・フランスにてライブ放送された。
- 2009年4月14日、ポワティエ、ポワティエ・オーディトリアム
シャンゼリゼ管弦楽団およびGCCパリ青年合唱団、指揮：フィリップ・ヘレヴェッヘ
マルシアル・ディ・フォンソ・ボー（フランス語版）(語り)、歌手：ロバート・ゲッチェル（テノール）、ピエール＝イヴ・プリュボ（バリトン）。
- 2009年4月21・22日、ブエノス・アイレス、コリセオ劇場
シャンゼリゼ管弦楽団およびGCCグループ・カント・コラール、指揮：フィリップ・ヘレヴェッヘ
マルシアル・ディ・フォンソ・ボー(語り)、歌手：ロバート・ゲッチェル（テノール）、ピエール＝イヴ・プリュボ（バリトン）[13]。
- 2009年4月23日、モンテヴィデオ、ソリス劇場、ウルグアイ
シャンゼリゼ管弦楽団およびGCCグループ・カント・コラール、指揮：フィリップ・ヘレヴェッヘ
マルシアル・ディ・フォンソ・ボー(語り)、歌手：ロバート・ゲッチェル（テノール）、ピエール＝イヴ・プリュボ（バリトン）[14]。
- 2009年4月27・28日、サラ・サンパウロ
シャンゼリゼ管弦楽団およびコラル・ダ・オセスプ、指揮：フィリップ・ヘレヴェッヘ
マルシアル・ディ・フォンソ・ボー(語り)、歌手：ロバート・ゲッチェル（テノール）、ピエール＝イヴ・プリュボ（バリトン）[15][16]。
- 2009年8月30日、ベルリオーズ・フェスティバル（フランス語版）、ラ・コート・サンタンドレ（フランス語版）、ルイ11世城
レ・シエクル管弦楽団およびリヨン合唱団、指揮：フランソワ＝グザヴィエ・ロト
シャルル・ベルリング(語り)、歌手：パスカル・ブルジョワ（テノール）、ヴァンサン・ドリオ（バリトン）。
- 2010年9月23､24日、シカゴ、シンフォニー・センター
シカゴ交響楽団および合唱団、指揮：リッカルド・ムーティ
ジェラール・ドパルデュー（レリオ）、マリオ・ゼッフィリ（テノール）、カイル・ケテルセン（ドイツ語版）（バリトン）
ムーティのシカゴ交響楽団の音楽監督への就任記念演奏会[17]。
- 2011年4月16日、ニューヨーク、カーネギー・ホール
シカゴ交響楽団および合唱団、指揮：リッカルド・ムーティ
ジェラール・ドパルデュー（レリオ）、マリオ・ゼッフィリ（テノール）、カイル・ケテルセン（バリトン）[18]。
- 2012年8月19日、バード・ミュージック・フェスティヴァル、バード大学オリン・ホール
バード・ミュージック室内プレーヤーズおよびバード・フェスティヴァル合唱団、指揮：ジェームズ・バグウェル
デイヴィッド・ストラセアン、ポール・アップルビー（英語版）（テノール）、アンドリュー・ガーランド（バリトン）
1855年のサン＝サーンス編曲版による演奏[19]。
- 2015年8月13日、エディンバラ国際フェスティバル、アッシャー・ホール
オルケストル・レヴォリューショネル・エ・ロマンティックおよびスコットランド・ナショナル・ユース合唱団、指揮：ジョン・エリオット・ガーディナー
ピーター・エア（英語版）、マイケル・スパイアーズ（テノール）、ロラン・ナウリ（フランス語版）（バリトン）[20]。
- 2015年8月23日、ベルリオーズ・フェスティバル、ラ・コート・サンタンドレ、ルイ11世城の中庭特設会場
オルケストル・レヴォリューショネル・エ・ロマンティックおよびスコットランド・ナショナル・ユース合唱団、指揮：ジョン・エリオット・ガーディナー
ドニ・ポダリデス（フランス語版）、マイケル・スパイアーズ（テノール）、ロラン・ナウリ（バリトン）[21]。
- 2016年9月30日、ボン・ベートーヴェン音楽祭、ベートーヴェンハレ（ドイツ語版）
ボン・ベートーヴェン管弦楽団、指揮：クリストフ・プリック（ドイツ語版）
ヨハネス・ツィルナー（ドイツ語版）(語り)、ジョン・アーヴィン(テノール)、ミハウ・パルティカ(パリトン)、リタ・カウフマン(ピアノ)
「幻想交響曲」と共に公演[22]。

## 録音
| 指揮者                 | 管弦楽団・合唱団                                                             | 配役 | 録音年 | レーベル           | 備考                                                                                       |
| ---------------------- | ---------------------------------------------------------------------------- | --- | ------ | ------------------ | ------------------------------------------------------------------------------------------ |
| ピエール・ブーレーズ   | ロンドン交響楽団 ロンドン・シンフォニー・コーラス                            | ジャン＝ルイ・バロー （ナレーション） ジョン・ミッチンソン ジョン・シャーリー・カーク                                                    | 1967   | Sony               | 『幻想交響曲』有                                                                           |
| ジャン・マルティノン   | フランス国立放送管弦楽団 フランス放送合唱団                                  | ジャン・トパール （ナレーション） ニコライ・ゲッダ ジャン・ヴァン・ゴール                                                                | 1973   | EMI                | 『幻想交響曲』有                                                                           |
| コリン・デイヴィス     | ロンドン交響楽団 ジョン・オールディス合唱団                                  | ホセ・カレーラス トーマス・アレン他 | 1980   | Philips            | ナレーション無し 『幻想交響曲』有                                                          |
| エリアフ・インバル     | フランクフルト放送交響楽団 フライブルク声楽アンサンブル フランクフルト聖歌隊 | ダニエル・メスギッシュ （ナレーション） キース・ルイス ウォルトン・グロンルース                                                          | 1987   | DENON              | 『幻想交響曲』有                                                                           |
| ズデニェク・マーツァル | ミルウォーキー交響楽団 同合唱団                                              | ウェルナー・クレンペラー （ナレーション） グレン・シーバート ウィリアム・ダイアナ                                                        | 1994   | Koss               | 『幻想交響曲』有、 英語版での録音                                                          |
| ロルフ・ロイター       | ベルリン・コーミッシェ・オーパー管弦楽団 ベルリン放送合唱団                  | ハンス・ペーター・ミノッティ （ナレーション） ミヒャエル・ラープジルバー ベルンド・グラボウスキー                                        | 1994   | Berlin Classics    | 『幻想交響曲』有、 独語版での録音                                                          |
| シャルル・デュトワ     | モントリオール交響楽団 同合唱団                                              | ランベール・ウィルソン （ナレーション） リシャール・クレマン フィリップ・ルイヨン ゴードン・ギーツ                                       | 1996   | Decca              | 『幻想交響曲』有                                                                           |
| トーマス・ダウスゴー   | デンマーク国立交響楽団 デンマーク国立合唱団                                  | ジャン・フィリップ・ラフォン （ナレーション兼バリトン） ゲート・ヘニング・ジャンセン スーネ・ヘリルド                                    | 2004   | Chandos            | 『幻想交響曲』無し                                                                         |
| リッカルド・ムーティ   | ケルビーニ管弦楽団、 イタリア・ユース管弦楽団 ウィーン国立歌劇場合唱連盟     | ジェラール・ドパルデュー （ナレーション） マリオ・ゼフィリ（テノール） フランク・フェラーリ（バリトン）                                  | 2008   | Zyx Music          | 『幻想交響曲』有、 PALのDVD（リハーサル）付                                                |
| リッカルド・ムーティ   | シカゴ交響楽団 シカゴ・シンフォニー・コーラス                                | ジェラール・ドパルデュー （ナレーション） マリオ・ゼフィリ（テノール） カイル・ケテルセン（バリトン）                                    | 2010   | King International | 『幻想交響曲』とセット、 2010年9月のシカゴ交響楽団 音楽監督就任記念コンサート のライヴ録音 |
| フィリップ・ジョルダン | ウィーン交響楽団 ウィーン楽友協会合唱団                                      | ジャン・フィリップ・ラフォン (ナレーション) シリル・デュポワ(テノール) フローリアン・センペイ(バリトン) イングリッド・マルソナー(ピアノ) | 2018   | Wiener Symphoniker | 『幻想交響曲』とセット、ベルリオーズの没後150周年記念アルバム                              |

## 関連作品
- フランツ・リスト：ベルリオーズの『レリオ』の主題による交響的大幻想曲（Grand fantaisie symphonique sur des theme du Berlioz 'Lelio' ） S.120/R.453 H2
作曲：1834年、出版：1981年 ペータース
ピアノと管弦楽のための交響的作品。